# Liga Nacional de Rugby
La Asociación Nacional de los Clubes de la División de Honor de Rugby (ANCDHR), es una asociación cultural integrada por algunos clubes que participan en las dos categorías más importantes del rugby en España, esto es, la División de Honor de rugby y la División de Honor B. Fue creada el 29 de junio de 2018 y goza de autonomía para su funcionamiento. No está inscrita en el Registro de Entidades Deportivas del Consejo Superior de Deportes ni goza de reconocimiento oficial en el ámbito deportivo.
Su principal función, es defender los intereses de sus asociados; por el momento, ni pueden ni tiene competencia alguna para intervenir en la organización del Campeonato Nacional de Rugby en la categoría más alta (División de Honor de rugby) 

## Historia
El primer comité ejecutivo de la LNR tomó posesión el 29 de junio de 2018. La primera directiva se formó por los siguientes presidentes, directivos y exjugadores de clubes profesionales, con los siguientes cargos en la LNR:
- Macario Fernández-Alonso (Aldro Energía Independiente), presidente.
- Francisco González (Aldro Energía Independiente), secretario.
- Juan Hernández (Hernani CRE), tesorero.
- José María Valentín-Gamazo García (VRAC Quesos Entrepinares), vocal.
- Santiago Toca (SilverStorm El Salvador), vocal.
- Miquel Martínez (UE Santboiana), vocal.

## Presidentes
| Presidente               | Período                       |
| ------------------------ | ----------------------------- |
| Macario Fernández-Alonso | Junio de 2018 - junio de 2020 |
| José Mª Valentín Gamazo  | Junio 2020 - Act.             |

## Propósito
El propósito de la nueva asociación es controlar y autogestionar la liga, si bien para ello tiene que obtener la inscripción en el Registro de Asociaciones Deportivas, así como el reconocimiento del CSD de la División de Honor como competición profesional o "profesionalizada" y, posteriormente, alcanzar un acuerdo para la firma de un convenio con la Federación Española de Rugby que es la ostenta, por mandato legal, la titularidad exclusiva de la organización de las competiciones oficiales de Rugby. La implicación de Valladolid en este proceso, ha sido notable debido al ofrecimiento por parte del alcalde, Óscar Puente, de una sede gratuita en la ciudad, que más tarde se ha ubicado en Madrid para ganar funcionalidad.
Los clubes piensan que, si son ellos mismos quienes gestionan la competición, lograrán una entrada más fuerte de patrocinadores y podrán también obtener ingresos por la venta de los derechos de televisión, haciendo que el rugby se convierta en un deporte verdaderamente profesional en España, lo que facilitaría fichar a jugadores de mayor nivel y lograr retenerlos por mucho tiempo, y no verse obligados a dejarlos marchar a categorías inferiores de países como Francia, Inglaterra o Irlanda.

## Actuales Miembros
- Lexus Alcobendas Rugby
- Aldro Energía Independiente
- AMPO Ordizia
- Bathco RC
- Ciencias Cajasol Olavide
- Complutense Cisneros
- CR La Vila
- FC Barcelona
- Gernika RT
- Getxo Artea
- Hernani CRE
- SilverStorm El Salvador
- UBU-Colina Clinic
- UE Santboiana
- VRAC Quesos Entrepinares